# 정규수 (배우)
정규수(丁奎秀, 1957년 9월 5일 ~ )는 대한민국의 배우이다.

## 배우 활동
- 1979년 연극《장군멍군》으로 데뷔 한 후, 1대《품바》멤버로 이름이 높았고, 그 후 수많은 연극에 출연하였고 영화《킬러들의 수다》,《박수칠 때 떠나라》,《청춘만화》에도 출연하였다.[2][3]

## 연기 활동

### 영화
- 1989년 《미스 코뿔소 미스터 코란도》 ... 철민 역
- 1992년 《명자 아끼꼬 쏘냐》
- 1994년 《49일의 남자》
- 1998년 《기막힌 사내들》 ... 방장/몹쓸놈1 역(특별출연)
- 1999년 《간첩 리철진》 ... 택시 강도 대장 역
- 2001년 《킬러들의 수다》 ... 김 반장 역
- 2002년 《피도 눈물도 없이》 ... 택시회사 사장 역(우정출연)
- 2002년 《복수는 나의 것》 ... 의사1 역
- 2002년 《일단 뛰어》 ... 비서 역
- 2002년 《묻지마 패밀리》 ... 국회의원 기호 3번/국사 선생님 역
- 2003년 《화성으로 간 사나이》 ... 김씨 역
- 2004년 《효자동 이발사》 ... 만두가게 왕씨 역
- 2004년 《아는 여자》 ... 노의사 역
- 2005년 《공공의 적 2》 ... 박 계장 역
- 2005년 《형사 Duelist》
- 2005년 《혈의 누》 ... 장호방 역
- 2005년 《박수칠 때 떠나라》 ... 서택기 검사 역
- 2006년 《청춘만화》 ... 이창호 역
- 2006년 《조용한 세상》 ... 조 반장 역
- 2006년 《거룩한 계보》 ... 최 박사 역
- 2006년 《라디오 스타》 ... 지 국장 역
- 2007년 《권순분 여사 납치사건》 ... 김 국장 역
- 2007년 《용의주도 미스신》 ... 최 이사 역
- 2008년 《아기와 나》 ... 별이 부 역
- 2009년 《그림자 살인》 ... 편집장 역
- 2009년 《굿모닝 프레지던트》 ... 김정호 대통령의 비서실장 역
- 2010년 《구르믈 버서난 달처럼》 ... 방짜쟁이 역
- 2010년 《이끼》 ... 김 원장 역
- 2010년 《퀴즈왕》 ... 남자 역
- 2010년 《김종욱 찾기》 ... 여행사 점장 역(우정출연)
- 2010년 《헬로우 고스트》 ... 정주환 역
- 2011년 《글러브》 ... 파출소장 역
- 2011년 《평양성》 ... 고구려 보장왕 역
- 2011년 《로맨틱 헤븐》 ... 지욱 의사 역
- 2012년 《댄싱퀸》 ... 명구 역
- 2013년 《미나문방구》 ... 복덕방 배씨 역
- 2013년 《관상》 ... 박첨지 역
- 2013년 《톱스타》 ... 김봉수 역
- 2015년 《내 심장을 쏴라》 ... 인권위원장 역(특별출연)
- 2015년 《암살》 ... 꼽추 역
- 2015년 《히말라야》 ... 김 회장(김정규) 역
- 2017년 《대장 김창수》 ... 양원종 역
- 2018년 《변산》 ... 정규수 역
- 2018년 《식구》 ... 반장 서씨 역
- 2018년 《국가부도의 날》 ... 정 사장 역
- 2020년 《국도극장》 ... 성씨 역(특별출연)
- 2020년 《국도극장 - 감독판》 ... 성씨 역(특별출연)
- 2021년 《새해전야》 ... 부동산 중개인 역(특별출연)
- 2022년 《인민을 위해 복무하라》 ... 지도원 역
- 2024년 《목화솜 피는 날》 ... 양영만 역

### 드라마
- 1991년 KBS1 특집드라마 《춘보뎐》
- 1992년 KBS1 추석특집극 《오유란전》
- 1996년 SBS 대하드라마 《임꺽정》 ... 박유복 역
- 2001년 SBS 대하드라마 《여인천하》
- 2004년 KBS2 단막극 《드라마시티 - 벗으면 보인다》 ... 철만 역
- 2007년 SBS 특별기획 《사랑에 미치다》 ... 조석원 역
- 2007년 KBS1 단막극 《KBS HDTV 문학관 - 카스테라》
- 2007년 KBS2 단막극 《드라마시티 - 쌈닭 미숙이》 ... 마을 이장 역
- 2007년 MBC every1 《조선 과학수사대 별순검》
- 2008년 KBS2 미니시리즈 《쾌도 홍길동》 ... 허 노인 역
- 2008년 MBC 미니시리즈 《라이프 특별조사팀》 ... 배동식 역
- 2008년 MBC 미니시리즈 《스포트라이트》 ... 정성일 역
- 2008년 MBC 미니시리즈 《종합병원 2》 ... 보험회사직원 동민 역 (특별출연)
- 2008년 MBC every1 미니시리즈 《서울 무림전》 ... 소무열 역
- 2009년 MBC 미니시리즈 《신데렐라맨》 ... 신기철 이사 역
- 2009년 MBC 일일시트콤 《지붕뚫고 하이킥》 ... 분식집 주인 역 (특별출연)
- 2009년 SBS 미니시리즈 《천사의 유혹》 ... 주아란의 작은아빠 역
- 2010년 SBS 대하드라마 《제중원》 ... 일본공사 다케조에 역
- 2010년 SBS 드라마스페셜 《검사 프린세스》 ... 신정남 역
- 2010년 SBS 대하드라마 《자이언트》 ... 이대수 역(특별출연)
- 2010년 MBC 4부작드라마 《런닝, 구》 ... 박달재 역
- 2010년 MBC 주말연속극 《글로리아》 ... 하만수 역
- 2011년 MBC 주말연속극 《반짝반짝 빛나는》 ... 대안학교 교장 역 (특별출연)
- 2011년 MBC 미니시리즈 《최고의 사랑》 ... 정연태 역 (특별출연)
- 2011년 SBS 드라마스페셜 《보스를 지켜라》 ... 노봉만 역
- 2011년~2012년 SBS 일일연속극 《내 딸 꽃님이》 ... 은천만 역
- 2012년 KBS2 미니시리즈 《드림하이 2》 ... 해성 부 역
- 2012년 MBC 대장경천년특별기획드라마 《무신》 ... 최자 역
- 2012년 MBC 미니시리즈 《골든타임》 ... 나병국 역
- 2012년 SBS 일일연속극 《가족의 탄생》 ... 강대진 역
- 2013년 MBC 주말연속극 《스캔들 : 매우 충격적이고 부도덕한 사건》 ... 송재문 역
- 2013년 KBS2 단막극 《KBS 드라마 스페셜 - 기묘한 동거》 ... 형사반장 역
- 2013년 MBC 미니시리즈 《미스코리아》 ... 오면상 역
- 2014년 KBS2 단막극 《KBS 드라마 스페셜 - 들었다 놨다》
- 2014년 JTBC 주말연속극 《12년만의 재회: 달래 된, 장국》 ... 강함초의 아버지 역 (특별출연)
- 2014년 KBS2 단막극 《KBS 드라마 스페셜 - 그런 사랑》 ... 김과장 역
- 2014년 MBC 수목드라마 《개과천선》 ... 박호준 역
- 2014년 MBC 수목드라마 《운명처럼 널 사랑해》 ... 정신과 의사 역
- 2014년 OCN 일요드라마 《리셋》 ... 부장검사 역
- 2014년 SBS 월화드라마 《비밀의 문》 ... 양순만 역
- 2014년 SBS 주말극장 《모던파머》 ... 의사 역
- 2014년~2015년 KBS2 월화드라마 《힐러》 ... 오비서 역
- 2015년 SBS 주말 특별기획 《내마음 반짝반짝》 ... 한영표 역
- 2015년 MBC 월화드라마 《화정》 ... 이충 역
- 2015년 MBC 수목드라마 《밤을 걷는 선비》 ... 조생 역
- 2015년 MBC 특집드라마 《퐁당퐁당 Love》 ... 심온 역
- 2016년 SBS 드라마스페셜 《리멤버 - 아들의 전쟁》 ... 설민수의 아버지 역
- 2016년 KBS2 월화드라마 《동네변호사 조들호》 ... 이준강 역
- 2016년 SBS 드라마스페셜 《딴따라》 ... 신석호의 아버지 역
- 2016년 SBS 주말드라마 《그래, 그런거야》
- 2016년 MBC 월화드라마 《몬스터》 ... 소길두 역
- 2016년 SBS 아침연속극 《사랑이 오네요》 ... 이은희의 아버지 역
- 2017년 MBC 월화드라마 《역적 : 백성을 훔친 도적》
- 2017년 MBC 수목드라마 《군주 - 가면의 주인》 ... 허유건 역
- 2017년 JTBC 금토드라마 《더 패키지》 ... 오갑수 역
- 2017년 tvN 수목드라마 《부암동 복수자들》 ... 의사 역
- 2017년 tvN 단막극 《드라마 스테이지 - 오늘도 탬버린을 모십니다》 ... 박만식 역
- 2018년 KBS2 월화드라마 《라디오 로맨스》 ... 할아버지 역
- 2018년 SBS 월화드라마 《키스 먼저 할까요》 ... 커뮤니티 경호원 역
- 2018년 JTBC 월화드라마 《으라차차 와이키키》 ... 최용수 역
- 2018년 MBC 수목드라마 《내 뒤에 테리우스》 ... 출판사 사장 역 (특별출연)
- 2018년 MBN 수목드라마 《설렘주의보》 ... 윤철수 역
- 2019년 넷플릭스 시리즈 드라마 《킹덤》 ... 상주목사 역
- 2019년 SBS 금토드라마 《녹두꽃》 ... 동록개 역
- 2019년 MBC 주말특별기획드라마 《이몽》 ... 김승진의 아버지 역
- 2019년 KBS2 수목 미니시리즈 《단, 하나의 사랑》 ... 노엘 역
- 2019년 MBC 일일드라마 《모두 다 쿵따리》 ... 고중섭 역
- 2019년 Seezn 웹드라마 《이런 게놈의 로맨스》 ... 왕유식 역
- 2020년 채널A 금토드라마 《유별나! 문셰프》 ... 문병학 역
- 2020년 TV조선 주말드라마 《복수해라》 ... 구성철 역 (특별출연)
- 2021년 JTBC 금토드라마 《괴물》 ... 정철문 역
- 2021년 tvN 월화드라마 《나빌레라》 ... 덕출의 친구들 역
- 2021년 KBS2 수목 미니시리즈 《달리와 감자탕》 ... 낙천의 친구 역 (특별출연)
- 2022년 ENA 수목드라마 《이상한 변호사 우영우》 … 최한수 이장 역 (특별출연)
- 2022년 tvN 월화드라마 《멘탈코치 제갈길》 ... 고영표 역
- 2022년 SBS 금토드라마 《천원짜리 변호사》 … 모태용 역
- 2022년 tvN 토일드라마 《슈룹》 … 관상가 역 (특별출연)
- 2023년 tvN 월화드라마 《소용없어 거짓말》 ... (특별출연)
- 2023년~2024년 넷플릭스 오리지널 드라마 《경성크리처》 ... 만물상 주인 역 (특별출연)
- 2025년 tvN 토일드라마 《서초동》 … 가압류 채무자 역 (특별출연)
- 2025년 tvN 토일드라마 《폭군의 셰프》 … 윤춘식 역

### 연극
- 1979년 《장군멍군》
- 1980년 《품바》
- 1995년 《문제적 인간 연산》
- 1997년 《홀스또메르》
- 1997년 《택시 드리벌》
- 1998년 《매직 타임》
- 2000년 《봄날》
- 2000년 《박수칠 때 떠나라》
- 2002년 《웰컴 투 동막골》
- 2005년 《소풍》
- 2006년 《억척어멈》
- 2007년 《인류 최초의 키스》
- 2007년 ~ 2009년 《발자국 안에서》
- 2011년 《우어 파우스트》
- 2012년 《돈키호테》
- 2014년 ~ 2015년 《맨 프럼 어스》

## 연기 외 활동

### 광고
- 2002년 맥도날드 새우버거
- 2007년 동서식품 핫초코 미떼

## 수상 경력
- 1996년 제32회 백상예술대상 인기상
- 1998년 희서연극상 올해의 연극인상
- 2000년 제36회 백상예술대상 연기상
- 2005년 서울연극제 연기상